# For the First Time in Forever: A Frozen Sing-Along Celebration
For the First Time in Forever: A Frozen Sing-Along Celebration est un spectacle musical adapté du film La Reine des neiges, sorti en 2013. Ce spectacle créé à Disney's Hollywood Studios en 2014 a connu des versions dans les parcs Disney California Adventure, Disneyland Paris, Hong Kong Disneyland et Shanghai Disneyland.

## Le spectacle
Le spectacle retrace l'histoire de le Reine des Neiges grâce à sa bande originale. Des narrateurs racontent et commentent l'histoire tout en invitant le public à chanter avec eux les différentes chansons du film, en présence des personnages principaux de l'histoire. Comme pour un karaoké, les paroles des chansons s'affichent sur un écran géant en fond de scène.

### Disney's Hollywood Studios
Le spectacle a d'abord été présenté au Premiere Theatre dans la zone Streets of America de Disney's Hollywood Studios lors du Frozen Summer Fun 2014 à partir du 5 juillet 2014. Le spectacle a emménagé dans son emplacement actuel le 17 juin 2015, dans l'ancien bâtiment où se tenait The American Idol Experience.
- Nom : For the First Time in Forever: A Frozen Sing-Along Celebration
- Durée : 30 minutes[3]
- Période d'exploitation : depuis le 5 juillet 2014
- Spectacle précédent : The American Idol Experience

### Disney California Adventure
Le 7 janvier 2015, le théâtre Muppet's Vision 3D dans la zone Hollywood Land à Disney California Adventure rouvre ses portes sous le nom de Crown Jewel Theatre et présente le spectacle dans le cadre de l'événement «Frozen Fun». Bien que l'événement ait officiellement pris fin le 15 mai 2015, le spectacle a continué jusqu'au 17 avril 2016,. Il a ensuite été fermé et le théâtre a été renommé le Sunset Showcase Theatre. Le parc accueil à présent la comédie musicale Frozen - Live at the Hyperion.
- Nom : A Frozen Sing-Along Celebration
- Période d'exploitation : du 7 janvier 2015 au 17 avril 2016
- Spectacle précédent : Muppet's Vision 3D
- Spectacle suivant : Sunset Showcase Theater

### Parc Disneyland (Paris)
Le Théâtre Chaparral de Frontierland dans le parc Disneyland accueil le spectacle sous le nom Chantons La Reine des Neiges (Frozen Sing-along). C'est la première version qui comporte Olaf. Le spectacle est donné plusieurs fois par jour avec des présentations distinctes en français et en anglais. Il a été présenté d'abord du 1er juin au 13 septembre 2015. Le spectacle est revenu pour la saison hivernale 2017. 
- Nom officiel : Chantons La Reine des Neiges (Frozen Sing-along)
- Durée : 20 minutes[9]
- Période d'exploitation :
  - Du 1er juin au 13 septembre 2015
  - Du 11 novembre 2017 au 7 janvier 2018
- Spectacle précédent : Tarzan, la rencontre
- Spectacle suivant : La Forêt de l'Enchantement (du 10 février 2016 au 8 mai 2016, du 1er juillet 2017 au 3 septembre 2017)

### Hong Kong Disneyland
Hong Kong Disneyland propose un spectacle presque identique, nommé simplement "Frozen" Festival Show. La scène est située dans l'espace "Black Box" connu sous le nom de "The Pavilion", entre Adventureland et Grizzly Gulch. Il a été joué à partir du 11 juin 2015. Bien que l'événement ait officiellement pris fin le 30 août, le spectacle s'est poursuivi jusqu'au 4 octobre.
- Nom officiel : "Frozen" Festival Show
- Période d'exploitation : du 11 juin 2015 au 4 octobre 2015
- Spectacle suivant : Marvel's Mission: Dimensions of Danger

### Shanghai Disneyland
La scène se trouve dans The Evergreen Playhouse à Fantasyland, à Shanghai Disneyland,. Ce fut le premier spectacle de chant qui ne s'ouvrirait pas pour un événement saisonnier.
- Nom officiel : Frozen: A Sing-Along Celebration
- Période d'exploitation : depuis le 16 juin 2016 (avec le parc)
- Durée : 18 minutes